# 진언입천류
진언입천류(일본어: 真言立川流 신곤타치카와류[*])는 헤이안 시대 말기부터 에도 시대 중기까지 존재한, 일본 불교 진언종의 한 유파다. 개조는 인관과 견련이다. 성(性)의식을 신봉하는 명칭불명의 밀교집단(“그 법” 집단)과 혼동되어 피해를 받아 교세가 쇠락한 끝에 소멸했다.
진언입천류의 혈맥은 대일여래・금강보살로 시작되어, 홍법대사 공해를 거쳐 진아・원인・성보・관현・순우・원고・인해・각원・정현・승각, 그리고 연념(蓮念)이라는 인물로 이어졌다.:10–14 이 연념이라는 인물은 인관이 이즈국에 유배된 이후 개명한 인물이라고 일반적으로 알려져 있다.:10-14 연념까지는 진언종 제호파 삼보원의 정통 혈맥에 속했고, 연념으로부터 새로운 법류가 창시되었다고 볼 수 있다.:11–12 연념의 제자가 견련이라는 승려인데, 이 인물의 자세한 것은 불명이다. 진짜 진언입천류는 혈맥에 연념과 견련이 포함되는 것으로서 속칭 입천류(“그 법” 집단)와 구분될 수 있다.:11
진짜 입천류의 혈맥의 저명한 승려로는 가나자와류 호조씨의 보제사의 개조가 된 심해, 신의진언종을 세운 뇌유 등이 있다.:13 그러나 입천류 소속으로서 가장 유명해진 승려는 심정이다.:73-76 심정은 『수법용심집』(1268년):9에서 다지니천을 모시며 "촉루본존"이라는 성의식을 하는 명칭 불명의 집단을 “사행(邪行)”이라고 비판했다.:68-71 그런데 혜해의 『파사헌정집』(1281년), 유쾌의 『보경초』(1375년) 등에서 진언입천류 측이 촉루본존을 하는 사도라는 인상조작이 가해지며 피해를 받았다. 고다이고 천황의 측근 몬칸보 코신(文觀房弘眞)도 입천류 소속으로 오인받았다.
입천류는 『보경초』로 인해 사교의 오명을 뒤집어써 쇠퇴하고 에도시대 중기에 소멸했다.:13–14
2000년대 들어 독일의 일본학자 슈테판 쾨크 등에 의해 본격적인 사료비판이 시작되면서, 진언입천류, “그 법” 집단, 몬칸파 세 종파는 서로 전혀 관계가 없음이 밝혀졌다.:1–8:46

## 같이 보기
- 다키니
- 다이고지